# Chlenias hemichroma
Chlenias hemichroma är en fjärilsart som beskrevs av Turner 1947. Chlenias hemichroma ingår i släktet Chlenias och familjen mätare. Inga underarter finns listade i Catalogue of Life.